# Montage d'usinage
 (mai 2017).
Pour les articles homonymes, voir Montage (homonymie).

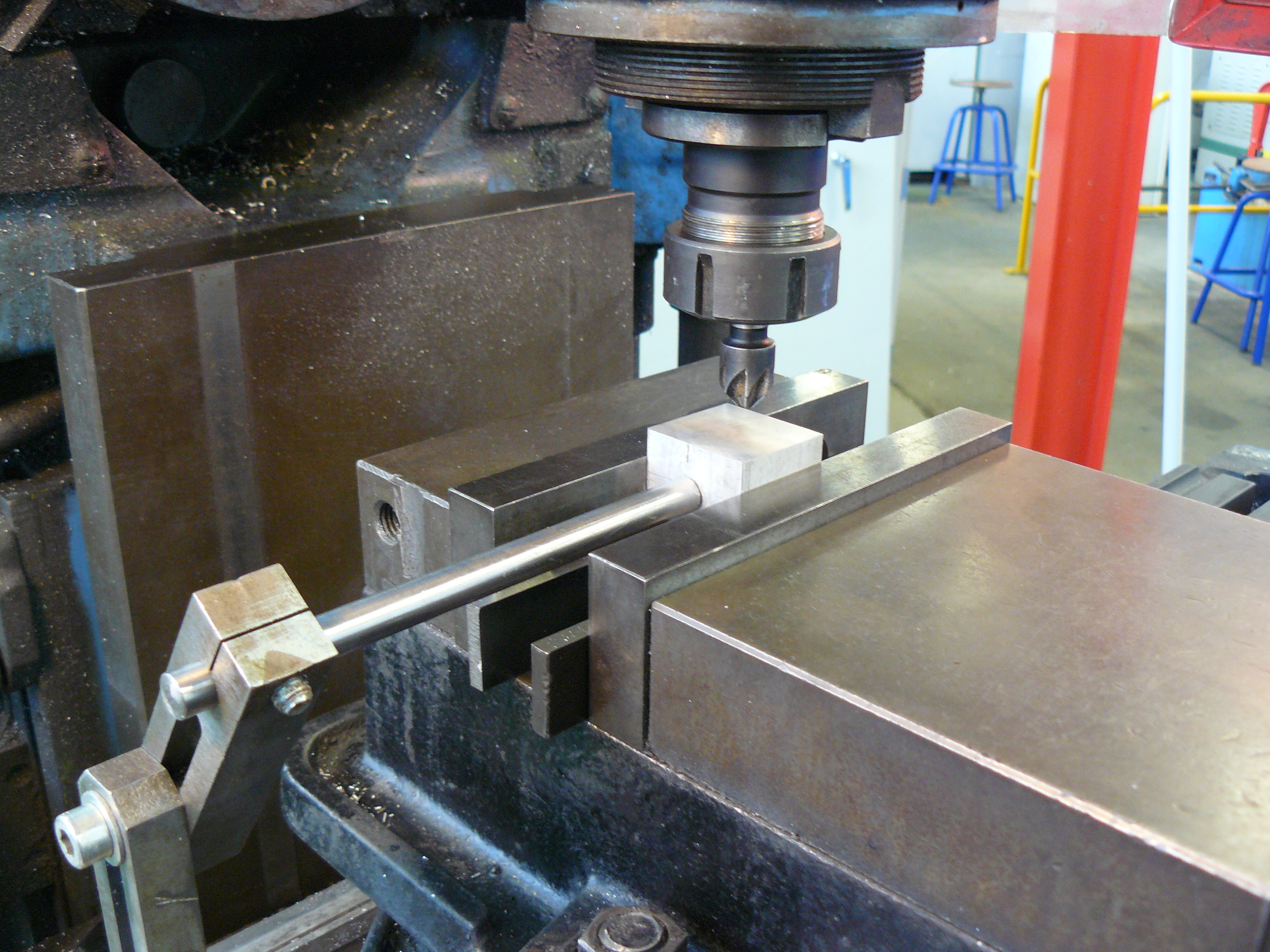
Un montage d'usinage standard sur une fraiseuse.

Un montage d'usinage est un appareil spécial placé entre la table de la machine-outil et la pièce à usiner pour faciliter l’exécution d’une opération particulière,.
Il est parfois désigné par le terme « montage spécial » pour le différencier de l'« équipement universel » des machines-outils, tel les étaux, les diviseurs, les lunettes, etc.

## Montages spéciaux
Les montages spéciaux peuvent être de différentes nature :
- montage d’usinage : perçage, fraisage, rabotage, etc ; d’une pièce sur machine-outil ;
- montage de reproduction : usinage de surface de révolution quelconque par rapport à un gabarit de profil ;
- montage de compensation : positionnement angulaire d’axes, plans et prismes par rapport au plan de la table ou de la broche de la machine-outil (perçage angulaire, position d’affûtage des outils, …) ;
- montage de vérification : contrôle, mesure, classement par triage et appairage des pièces usinées en série ;
- montage d’accélération : alimentation automatique et prépositionnement automatiques des pièces sur la machine-outil (trémie, goulotte d’alimentation) ;
- montage de substitution :  usinage d’une pièce sur une machine qui n’est pas originellement destinée à celui-ci (rabotage ou tournage sur fraiseuse, tournage sur aléseuse, rectification cylindrique sur rectifieuse Plane, etc.) ;
- montage de découpage et emboutissage : découpage de flans, emboutissage, cambrage, etc.

## Étude et réalisation
Le montage d’usinage comme tous les montages spéciaux sont de la responsabilité des bureaux d’études et ateliers d’outillages.  La tâche principale est confiée au dessinateur d’outillage, spécialisé sur les montages spéciaux : 
- Le dessinateur aura pour mener à bien son œuvre:
  - les connaissances technologiques ;
  - l’initiative et l’imagination ;
  - la connaissance pratique de l’usinage (préférable) ou, à défaut, l’esprit scientifique ;
  - certaines connaissances particulières, telles les vibrations d'usinage, l’usinage de paroi mince ;

- Le dessinateur aura accès à certaines instructions :
  - le dessin de la pièce et l’usinage à réaliser ;
  - le nombre et le cadencement des pièces à réaliser en série ;
  - la gamme d'usinage ;
  - les caractéristiques de la machine-outil et ses outillages universels ;
  - des indications sur le montage : schémas, points de serrage, éléments standards (embases, systèmes de blocage, guides de perçage, etc.) ;
  - certaines données sur l’atelier d’usinage en série : source électrique, pneumatique, hydraulique ;
  - ergonomie du poste de travail.

- Le dessinateur fournira :
  - le dessin d’ensembles et tous les détails du montage ;
  - liste des outils de coupe (standards ou non) ;
  - la notice technique d’utilisation (positionnement et préhension de la pièce à usiner, consignes de sécurité, évacuation des copeaux, nettoyage, etc.)
  - la notice d’entretien du montage (nomenclature des éléments standards).

## Précision d’usinage
La précision du montage d’usinage doit être le plus parfait possible car les défauts de celui-ci s’ajoute à ceux de la machine-outil et se répercute sur la pièce finale. Le choix des surfaces de référence (SR) est primordiale, tant pour le positionnement du montage sur la machine que du positionnement de la pièce sur le montage.

### Caractéristiques de la machine-outil
- Connaissance des caractéristiques dimensionnelles de la table ou plateau porte-pièce (forme et largeur des  rainures, trous de fixation) ;
- course utile de la table, vitesses d’avance ;
- caractéristiques du porte-outil (vitesse de rotation, outils disponibles) ;
- évacuation des copeaux et éventuellement du système de lubrification ;

### Montage d’usinage sur machine-outil
La connaissance des caractéristiques de la table ou du plateau de la machine déterminera le système de positionnement et de fixation du montage. Ces systèmes de fixation seront directement opposés aux points d’appui et tiendront compte des efforts de coupe, des vibrations, de la température dégagée par la coupe.

### Pièce à usiner sur montage d’usinage
Les caractéristiques de la pièce à usiner sont primordiales pour définir le montage d’usinage :
- État de surface de la pièce en contact avec le montage (pièce brute ou semi-usinée) :  tenir compte de la variation dimensionnelle des pièces coulées, des sur épaisseurs dues au type de moulage ;
- présence d’un détrompeur sur pièce présentant des symétries ;
- épaisseur des parois à usiner (toile) afin de prévoir des supports qui feront opposition aux efforts de coupe (flexion des parois minces) ;
- appuis qui s’opposeront au glissement de la pièce sur le montage ;
- prévoir l’allongement et déformations mécaniques dus à l’effort de coupe ;
- dégagement en fin de course de l’outil de coupe, des bavures et l’évacuation rapide des copeaux ;
- le guidage de l’outil de coupe dans le cas du perçage ou alésage, par canons de guidage (fixes ou amovibles) :
- bornes d’appui et éjecteurs ;
- blocage rapide : levier à came ou excentrique, brides, vis et écrou quart de tour, vérin automatique, levier à trois points (sauterelle) ;

### Le corps de montage
Le corps principal du montage d’usinage varie selon les caractéristiques :
- le type selon la forme des pièces à usiner : éléments standards ou non ;
  - la standardisation permet d’économiser sur les temps de dessin, de réalisation et de remplacement de parties défectueuses ;
- le matériau de construction : en fonte pour la rigidité, en acier pour la solidité, en aluminium pour la légèreté ;
- le mode d’obtention : moulé, mécano-soudé ou assemblé ;
  - fonte moulée : créer au préalable un modèle de boîte à noyau, le moule en sable, un chauffage et un temps de stabilisation avant usinage du corps ;
  - acier mécano-soudé :  matière courante, gain de temps, technique de soudage simple, mais demande un  recuit de stabilisation (environ 650°) et un refroidissement lent pour éliminer toutes les tensions internes dues à la soudure ;
  - parties assemblées : possibilité de montage très compliqué et précis mais c’est une méthode très coûteuse car elle demande un usinage de toutes les pièces à assembler (possibilité d’utiliser des éléments standardisés).

## Sources
- Cours de BP-dessin, BTS-BE et formation continue, Automobiles Peugeot Sochaux, 1969-1980.

1. ↑  Said Zirmi, Henri Paris et Idir Belaidi, « Analyse de la conception d’un montage d’usinage `a l’aide d’´el´ements modulaires », sur mechanics-industry.org, 7 mars 2007 (consulté le 21 juin 2025)
2. ↑  « chapitre 5 » [doc] (consulté le 21 juin 2025)